# زفن أولرايش
زفن أولرايش (بالألمانية: Sven Ulreich) (مواليد 3 أغسطس 1988 في شورندورف - ألمانيا الغربية) لاعب كرة قدم ألماني يلعب حالياً لصالح نادي الدرجة الأولى بايرن ميونخ الألماني منذ 2021 في مركز حارس مرمى.

## روابط خارجية
- زفن أولرايش على موقع الاتحاد الأوربي (الإنجليزية)
- زفن أولرايش على موقع إي إس بي إن إف سي (الإنجليزية)
- زفن أولرايش على موقع قاعدة بيانات كرة القدم.إي يو (الإنجليزية)
- زفن أولرايش على موقع بيانات كرة القدم. دي إي (الألمانية)
- زفن أولرايش على موقع ليكيب (الفرنسية)
- زفن أولرايش على موقع Soccerbase.com (لاعب) (الإنجليزية)
- زفن أولرايش على موقع Soccerway.com (الإنجليزية)
- زفن أولرايش على موقع عالم كرة القدم.نت (الإنجليزية)
- زفن أولرايش على موقع كووورة
- زفن أولرايش على موقع AS.com (الإسبانية)